# 天変地異説
天変地異説（てんぺんちいせつ、フランス語: Catastrophisme、英語: Catastrophism）または激変説とは、地球や生物の歴史に関する初期の仮説の一つで、地層の形成や化石生物を天変地異的な現象で説明しようとするものである。ジョルジュ・キュヴィエによって唱えられ、斉一説や進化論に対する強い抵抗勢力であったが、19世紀には力を失った。

## 概説
地層や化石が古い時代のものであるという判断は、キリスト教の教えに反するものである（聖書の記述に合わない）ため、西洋の科学の歴史においては比較的新しい時代に成立したものである。
地層については17-18世紀にかけて次第に研究が進み、地層が異なれば出る化石も違うことも知られるようになっていた。しかしその解釈は困難であった。聖書に当てはめた場合、最も分かりやすいのがノアの方舟伝説である。この時大部分の生物は洪水によって水没したというから、それらが地下に埋もれて発見される、ということは大いにあり得る。ジョルジュ・キュヴィエの天変地異説は、これを科学に持ち込んだものである。

## キュヴィエの説
ノアの洪水伝説を科学的な地球の歴史の上に位置付けるべき、との考えはイギリスのカルトジオ会修道院の院長バーネットの著書『聖なる地球理論』(1680)にさかのぼると言う。化石の由来をノアの洪水に求めたものは、たとえばショイヒツァーはスイスで人骨のようにも見える大型脊椎動物の化石を発見し、これを「ノアの洪水で死んだ罪深い人」と判断し、ホモ・デルブィイと名付けた例などがある。これを調べ直してそれが日本のオオサンショウウオに近いものであることを見いだしたのが実はキュヴィエである。キュヴィエは比較解剖学を元に化石の研究を行い、古生物学の基礎を築いた。
キュヴィエは多くの化石生物を研究し、その結果、複数の地層において何通りかの生物相があったことを認めた。これはノアの方舟仮説に対する重要な反証となる。何故ならば聖書にはノアの洪水に関しては一度だけのことしか記載がなかったからである。彼自身は徹底して実証主義的な科学者であったから、聖書の記述を重視していた訳ではない。しかしながら、彼は種の不変性を実証的に知っていた。また、彼の先輩に当たる純形態学の流れが動物に基本的な型があるのを認め、しかしそのためにかなり恣意的な議論が横行していたこと、そこから進化の考えにたどりつきそうな傾向（その延長にラマルクの進化論がある）に対する反感もあったらしい。その結果、彼はノアの洪水のような天変地異が何度もあり、それによってほとんどの生物が死滅した事が何度もあった、ということを想定した。これが天変地異説である。
彼によると天変地異によって大部分の生物は死滅し、それらが土砂の中に埋もれて見つかるのが化石である。また、彼は完全な絶滅を考えていたのではなく、一部は生き残ったと考えていた。これは、貝類などにいくつもの時代から共通に出現するものがあったためである。
彼の発見研究によるものにマンモスがあるが、当時シベリアで凍りづけの子供マンモスが発見され、彼の研究結果を裏付けるものとなった。しかしこれも彼のこの説の根拠として言及されている。つまり、寸前まで生活していた状態での凍りづけの死体は、明らかに極めて急な災害的な死亡があったことを示すのだ、というのである。
なお、彼が天変地異のたびに生物が完全に絶滅したと考えていた、とする説もあるが、これはどうやら彼の弟子や亜流による考えが混同されたことによる誤記であるらしい。そこでは、さらに絶滅後に改めて生命の創造が行われたのだ、という、より宗教に寄り添った主張もなされた。

## 影響
彼の説は実証的証拠に基づいていた上に、その舌鋒は鋭く、また政治的にもナポレオンの支持を受け、ブルボン王朝復興後も高い地位を保つなど強固に地盤を固めていた。彼は多くの論客を退けた。ラマルクがその晩年に困窮したのにも彼の影響が大きかったとも言われる。
当時の古生物、あるいは地質学の知識ではこれに反論するのは困難であった。しかし、これに反発する形でライエルなどの斉一説が唱えられ、これがその後の研究を進める力となった。それによって知識が蓄えられるに従い、この説は顧みられなくなった。ダーウィンの進化論にも斉一説は大きな力となった事が知られる。
現在でも恐竜の絶滅を巨大隕石の衝突に求める説など、過去の天変地異的な災害を想定する説はあるが、それらは斉一説に基づく知識の積み重ねの上で見いだされたものであり、全く異なるものである。

## キュヴィエの立場
現在ではキュヴィエは進化論に反対した学者、ということで非常に評価が低い。この説の名にしても、揶揄の対象としての意味がある。彼が政治家と結び付いて高い地位を守り続けた点も、後世からは批判の対象とされる面がある。しかし、当時の時点での判断としては、むしろ彼の判断の方が科学的であったとの声もある。
彼の時代、地層の絶対年代は全く不明であったが、現代知られているような数千万年といった単位ではなく、せいぜい数千年のオーダーと考えられていた。この範囲では、明らかに種の不変性が認められるべきなのである。また、彼は地球全体がどうにかなってしまうような大変異を想定していなかった気配もある。例えば大陸一つが埋まるような大洪水であれば、その地層の生物は一掃されるであろうし、その後へはそれ以外の地域から異なった動物が侵入するのは不思議ではない。
彼自身はそのような事件を天変地異とは呼んでおらず、大異変といった表現をしていたらしい。したがって、「激変説」の方が正しい呼称であるとの主張もある。先述のように、彼自身はキリスト教に配慮するような意図は無かった。しかし、当時のそれ以外の人達にとっては、キリスト教の示唆するノアの洪水があったこと、またそれがさらに過去にも繰り返されていた、という考えの方が受け入れやすかった、ということもあるようである。
なお、地質学の進歩により、地層の生成された年代がその想定よりはるかに古いらしいと判断されるようになったからには、この説が力を失ったのもまた当然と言える。